# Grębocice
Grębocice è un comune rurale polacco del distretto di Polkowice, nel voivodato della Bassa Slesia.
Ricopre una superficie di 121,89 km² e nel 2004 contava 5 294 abitanti.